# Département de Danané
Le département de Danané est un département de Côte d'Ivoire. 